# Pablo Miró

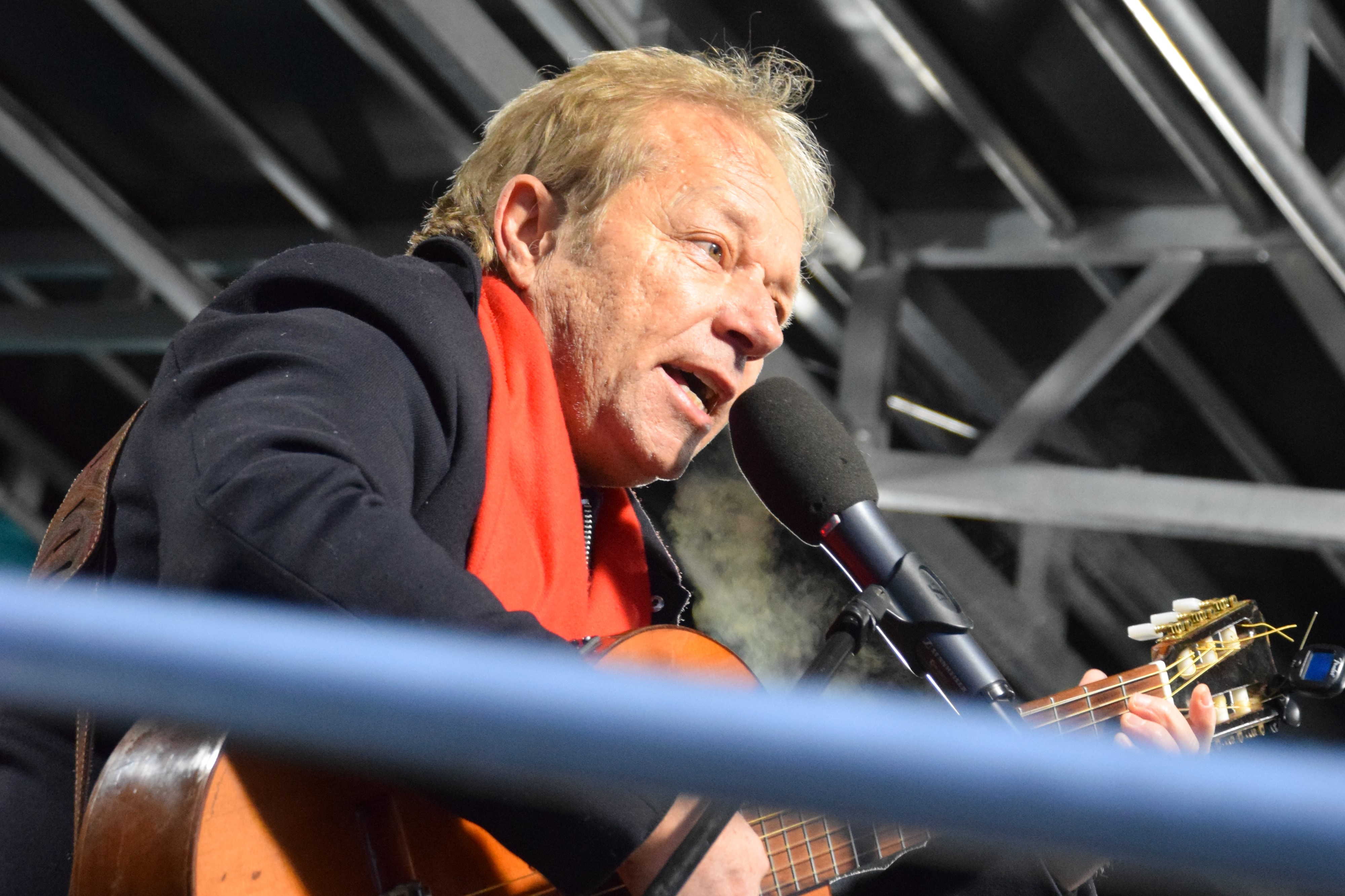
Pablo Miró bei der Kundgebung „Nein zu Kriegen“ (Berlin, 2023)

Pablo Behrend-Miró (geboren 1961 in Córdoba als Pablo Behrend) ist ein deutsch-argentinischer Musiker, Gitarrist und Liedermacher, der seine meist auf Spanisch geschriebenen, oftmals politisch oder humanitär motivierten Lieder in Südamerika und Europa als Pablo Miró auf Konzerttourneen präsentiert.

## Leben und Musik
Pablo Behrend-Miró wuchs die ersten 15 Jahre in einer deutschstämmigen Familie in Córdoba auf. Den jüdischen Großeltern war 1937 gerade noch die Flucht nach Argentinien gelungen. 1976, nach dem Putsch durch die Militärjunta, flohen seine Eltern mit ihm über Paris nach Deutschland, wo er 1981 im ostwestfälischen Herford sein Abitur ablegte. Seit 1980 gewann er Erfahrungen auf der Bühne, zunächst mit der Band Canto Libre. 1981–1984 folgte ein Gitarrenstudium an der Scuola di Musica di Fiesole in Florenz. 1984, nach dem Sturz der Militärdiktatur, ging er zurück in seine argentinische Heimatstadt Córdoba, wo er 1985 ein Studium der Komposition aufnahm. Seit Mitte der 1980er Jahre ist er auf Konzerten in Lateinamerika und Deutschland unterwegs. Als innovativer Interpret und Komponist der argentinischen Nueva canción erschafft er sein Werk, dessen Ausgangspunkt in der Tradition von Atahualpa Yupanqui, Astor Piazolla, Mercedes Sosa, Victor Jara, la Nueva Trova Cubana, Violeta Parra, Chico Buarque und Milton Nascimento zu finden ist. Auf diversen Festivals, zahlreichen Tourneen in Südamerika und Europa macht er sich durch seinen virtuosen Umgang mit Gitarre und Charango, sowie der facettenreichen Stimme mit von Jazz beeinflussten Auftritten einen Namen.
2010 kehrte er nach Deutschland zurück. Sein Hauptwohnsitz ist Berlin. Ab 2018 interpretiert er mit Konstantin Wecker auf den großen Bühnen Deutschlands, wie der Berliner Philharmonie, Kölner Philharmonie, Alte Oper Frankfurt die spanisch-deutsche Version von Violata Parras Gracias a la Vida. Miró spielt und singt als Gast auf Konstantin Weckers CD Poesie und Widerstand.
2018 veröffentlichte er beim Label Sturm und Klang das Album Courage, auf dem als Gast auch Konstantin Wecker zu hören ist.
Im Jahre 2020 erschien Mirós erste instrumentalistische CD Guitarra Mia. Mit Ausnahme der Kompositionen Astor Piazzollas, Marina Tamara Zabczuk und Paco de Lucía sind alle weiteren 13 Werke eigene Kreationen.
Er trat unter anderem bei den ‚Friedensdemonstrationen‘ im Berliner Regierungsviertel im November 2023 und am Tag der Einheit 2024 teil.